# Фаленопсис Брейса
Фалено́псис Брейс — (лат. Phalaenopsis braceana) — моноподіальна епіфітна трав'яниста рослина родини орхідні.
Вид не має усталеної української назви, в українськомовних джерелах частіше використовується наукова назва Phalaenopsis braceana.

## Синоніми
За даними Королівських ботанічних садів К'ю :
- Doritis braceanaHook.f., 1890 basionym
- Kingidium braceanum(Hook.f.) Seidenf., 1988
- Biermannia naviculareTang & FTWang ex Gruss & Rollke, 1997

## Біологічний опис
Листя нечисленне довгасто-еліптичне, до 2,5 см завдовжки і 0,8 см завширшки. У сухий сезон опадають. Недолік фотосинтезуючої поверхні дрібних листків компенсується добре розвиненими зеленими корінням.
Звисаючий квітконіс несе по 3-8 ефектних варіабельних за забарвленням квіток діаметром 2-3,5 см. Цвіте навесні. Квіти без запаху.

## Ареал, екологічні особливості
Східні Гімалаї, Бутан, М'янма, південні провінції Китаю і В'єтнам 

Зустрічається в гірських лісах на висотах між 1100 і 1700 метрів над рівнем моря, в окремих випадках був знайдений на висотах близько 2100 метрів .

## Історія
Довгий час цей вид був відомий по єдиному малюнку Брейс і вважався формою Phalaenopsis taenialis. Квіти Phalaenopsis braceana і Phalaenopsis taenialis широко варіюються за забарвленням, обидва — з рожевою губою . У 1986 році у цей фаленопсис був остаточно виділений в окремий вид.

## У культурі
У колекціях рідкісний.
Температурна група — від помірної до теплої.
Для стимуляції цвітіння в осінньо-зимовий період температуру знижують до 15-20°С вдень і 10-15°С вночі. А полив значно скорочують, обходячись обприскуванням коріння або субстрату. Phalaenopsis braceana може переносити досить низькі температури, аж до 0 °C. У період спокою рослина скидає листя і повністю припиняє ріст коренів. Навесні і влітку полив рясний, повної просушки субстрату не любить. Найкраща посадка на блоці.